# Llista de topònims de Vilaverd
Llista de topònims (noms propis de lloc) del municipi de Vilaverd, a la Conca de Barberà
Informació actualitzada per un bot. Els canvis manuals es perdran quan s'actualitzi!

## casa
| imatge | Nom          | Ubicat a | instància de | Detalls                                  | coordenades                                                                          | Protecció                                  | Commons (més fotos)    | Dades a WD                    |
| ------ | ------------ | -------- | ------------ | ---------------------------------------- | ------------------------------------------------------------------------------------ | ------------------------------------------ | ---------------------- | ----------------------------- |
|        | Cal Pomacià  | Vilaverd | casa         | Estil: arquitectura popular              | 41° 20′ 02″ N, 1° 10′ 39″ E / 41.333762°N,1.177425°E                                 | bé integrant del patrimoni cultural català | Cal Pomacià            | Modifica les dades a Wikidata |
|        | Cal Reganyós | Vilaverd | casa         | Estil: arquitectura popular              | 41° 20′ 02″ N, 1° 10′ 39″ E / 41.333782°N,1.177498°E ca:Carrer de la Vila, 14        | bé cultural d'interès local                | Cal Reganyós           | Modifica les dades a Wikidata |
|        | cal Maginet  | Vilaverd | casa         | Estil: arquitectura popular 16th century | 41° 20′ 03″ N, 1° 10′ 38″ E / 41.334158°N,1.177361°E ca:Plaça Catalunya, 16 260 msnm | bé integrant del patrimoni cultural català | Cal Maginet (Vilaverd) | Modifica les dades a Wikidata |
|        | les Masies   | Vilaverd | casa         | Estil: arquitectura popular 15th century | 41° 20′ 00″ N, 1° 10′ 33″ E / 41.333321°N,1.175933°E ca:Les Masies 267 msnm          | bé integrant del patrimoni cultural català | Les Masies (Vilaverd)  | Modifica les dades a Wikidata |

## cova
| imatge | Nom              | Ubicat a | instància de | Detalls | coordenades                                                         | Protecció | Commons (més fotos) | Dades a WD                    |
| ------ | ---------------- | -------- | ------------ | ------- | ------------------------------------------------------------------- | --------- | ------------------- | ----------------------------- |
|        | Cova Colom       | Vilaverd | cova         |         | 41° 19′ 18″ N, 1° 09′ 48″ E / 41.3217285829682°N,1.16337341471629°E |           |                     | Modifica les dades a Wikidata |
|        | cova de l'Aigua  | Vilaverd | cova         |         | 41° 19′ 20″ N, 1° 09′ 50″ E / 41.3221342488866°N,1.16395941904834°E |           |                     | Modifica les dades a Wikidata |
|        | cova de l'Ermita | Vilaverd | cova         |         | 41° 19′ 28″ N, 1° 08′ 35″ E / 41.3244357811302°N,1.14292540744536°E |           |                     | Modifica les dades a Wikidata |
|        | cova del Drac    | Vilaverd | cova         |         | 41° 19′ 25″ N, 1° 09′ 51″ E / 41.3236256671977°N,1.16428793789201°E |           |                     | Modifica les dades a Wikidata |
|        | les Faus         | Vilaverd | cova         |         | 41° 19′ 05″ N, 1° 09′ 25″ E / 41.3179240582882°N,1.15695709449431°E |           |                     | Modifica les dades a Wikidata |

## curs d'aigua
| imatge | Nom        | Ubicat a                                      | instància de | Detalls                                               | coordenades                                                                                               | Protecció | Commons (més fotos)  | Dades a WD                    |
| ------ | ---------- | --------------------------------------------- | ------------ | ----------------------------------------------------- | --- | --------- | -------------------- | ----------------------------- |
|        | Francolí   | Conca de Barberà Alt Camp Tarragonès          | curs d'aigua | Desemboca: mar Mediterrània Llarg: 60km Conca: 838km² | 41° 23′ 56″ N, 1° 03′ 08″ E / 41.398944°N,1.052333°E 41° 06′ 24″ N, 1° 13′ 39″ E / 41.106639°N,1.227446°E |           | Francolí River       | Modifica les dades a Wikidata |
|        | el Brugent | Capafonts Mont-ral Montblanc Vilaverd la Riba | curs d'aigua | Desemboca: Francolí Llarg: 18km Conca: 69km²          | 41° 16′ 07″ N, 1° 03′ 09″ E / 41.268701°N,1.052608°E 41° 19′ 08″ N, 1° 10′ 49″ E / 41.318833°N,1.180164°E |           | Brugent del Francolí | Modifica les dades a Wikidata |

## església
| imatge | Nom                     | Ubicat a | instància de | Detalls                                                       | coordenades                                                                        | Protecció                   | Commons (més fotos)    | Dades a WD                    |
| ------ | ----------------------- | -------- | ------------ | ------------------------------------------------------------- | ---------------------------------------------------------------------------------- | --------------------------- | ---------------------- | ----------------------------- |
|        | Mare de Déu del Montgoi | Vilaverd | església     | Estil: arquitectura gòtica 15th century                       | 41° 20′ 19″ N, 1° 10′ 30″ E / 41.338702°N,1.175091°E ca:Camí dels Montgois         | bé cultural d'interès local | Mare de Déu de Montgoi | Modifica les dades a Wikidata |
|        | Sant Martí de Vilaverd  | Vilaverd | església     | Estil: arquitectura romànica arquitectura gòtica 11st century | 41° 20′ 05″ N, 1° 10′ 39″ E / 41.334635°N,1.177455°E ca:Pl. de l'Església 260 msnm | bé cultural d'interès local | Sant Martí de Vilaverd | Modifica les dades a Wikidata |

## jaciment arqueològic
| imatge | Nom                     | Ubicat a | instància de                                | Detalls | coordenades                                                  | Protecció                                  | Commons (més fotos) | Dades a WD                    |
| ------ | ----------------------- | -------- | ------------------------------------------- | ------- | ------------------------------------------------------------ | ------------------------------------------ | ------------------- | ----------------------------- |
|        | Barranc del Mas Torrent | Vilaverd | jaciment arqueològic gruta amb art rupestre |         | 41° 18′ 45″ N, 1° 09′ 04″ E / 41.3125°N,1.1511111111111112°E | bé cultural d'interès nacional             |                     | Modifica les dades a Wikidata |
|        | Cova del Cartanyà       | Vilaverd | jaciment arqueològic                        |         |                                                              | bé integrant del patrimoni cultural català |                     | Modifica les dades a Wikidata |

## masia
| imatge | Nom                | Ubicat a | instància de | Detalls | coordenades                                                         | Protecció | Commons (més fotos) | Dades a WD                    |
| ------ | ------------------ | -------- | ------------ | ------- | ------------------------------------------------------------------- | --------- | ------------------- | ----------------------------- |
|        | Mas Cartenyà       | Vilaverd | masia        |         | 41° 19′ 11″ N, 1° 09′ 50″ E / 41.3195927065313°N,1.16386350871482°E |           |                     | Modifica les dades a Wikidata |
|        | Mas Solans         | Vilaverd | masia        |         | 41° 19′ 13″ N, 1° 10′ 17″ E / 41.3201551874942°N,1.17147028411981°E |           |                     | Modifica les dades a Wikidata |
|        | Mas d'en Just      | Vilaverd | masia        |         | 41° 20′ 13″ N, 1° 09′ 20″ E / 41.337°N,1.15568°E                    |           |                     | Modifica les dades a Wikidata |
|        | Masia del Call     | Vilaverd | masia        |         | 41° 20′ 37″ N, 1° 11′ 00″ E / 41.34361944°N,1.18342556°E            |           |                     | Modifica les dades a Wikidata |
|        | Pedrera de la Vall | Vilaverd | masia        |         | 41° 21′ 19″ N, 1° 09′ 13″ E / 41.3551602261261°N,1.15363552839396°E |           |                     | Modifica les dades a Wikidata |

## molí d'aigua
| imatge | Nom                           | Ubicat a | instància de | Detalls                     | coordenades                                                                              | Protecció                                  | Commons (més fotos)           | Dades a WD                    |
| ------ | ----------------------------- | -------- | ------------ | --------------------------- | ---------------------------------------------------------------------------------------- | ------------------------------------------ | ----------------------------- | ----------------------------- |
|        | Molí de l'Estret              | Vilaverd | molí d'aigua |                             | 41° 19′ 16″ N, 1° 11′ 05″ E / 41.32100354967°N,1.18466078869739°E                        |                                            |                               | Modifica les dades a Wikidata |
|        | Molí de la Vila               | Vilaverd | molí d'aigua | Estil: arquitectura popular | 41° 20′ 03″ N, 1° 10′ 38″ E / 41.334162°N,1.177291°E                                     | bé integrant del patrimoni cultural català | Molí de la Vila (Vilaverd)    | Modifica les dades a Wikidata |
|        | Molí del Janoi                | Vilaverd | molí d'aigua | Estil: arquitectura popular | 41° 20′ 02″ N, 1° 10′ 41″ E / 41.333875°N,1.178125°E                                     | bé integrant del patrimoni cultural català | Molí del Janoi                | Modifica les dades a Wikidata |
|        | molí de paper de la Font Gran | Vilaverd | molí d'aigua | 19th century                | 41° 18′ 56″ N, 1° 09′ 32″ E / 41.315538°N,1.158919°E ca:Ctra. de Farena, km 4-5 376 msnm | bé integrant del patrimoni cultural català | Molí de paper de la Font Gran | Modifica les dades a Wikidata |

## Misc
| imatge | Nom                           | Ubicat a | instància de                                   | Detalls                                                  | coordenades                                                         | Protecció                                  | Commons (més fotos)            | Dades a WD                    |
| ------ | ----------------------------- | -------- | ---------------------------------------------- | -------------------------------------------------------- | ------------------------------------------------------------------- | ------------------------------------------ | ------------------------------ | ----------------------------- |
|        | Castell de la Formiga         | Vilaverd | castell                                        |                                                          | 41° 19′ 22″ N, 1° 09′ 53″ E / 41.3227425519241°N,1.1648264964904°E  |                                            |                                | Modifica les dades a Wikidata |
|        | Cucurulla del Mas d'en Just   | Vilaverd | muntanya                                       |                                                          | 41° 20′ 24″ N, 1° 09′ 31″ E / 41.33988889°N,1.15862222°E 596.5 msnm |                                            |                                | Modifica les dades a Wikidata |
|        | Els Pous de l'Estret          | Vilaverd | pou de neu                                     | Estil: arquitectura popular                              | 41° 19′ 19″ N, 1° 10′ 52″ E / 41.3219°N,1.18115°E                   | bé cultural d'interès local                |                                | Modifica les dades a Wikidata |
|        | Estació de Vilaverd           | Vilaverd | estació de ferrocarril                         | Estil: arquitectura popular                              | 41° 20′ 15″ N, 1° 10′ 35″ E / 41.337617°N,1.176501°E                | bé cultural d'interès local                | Vilaverd train station         | Modifica les dades a Wikidata |
|        | Hostal de Vilaverd            | Vilaverd | edifici                                        | Estil: arquitectura popular                              | 41° 20′ 03″ N, 1° 10′ 36″ E / 41.334064°N,1.176689°E                | bé integrant del patrimoni cultural català | Hostal de Vilaverd             | Modifica les dades a Wikidata |
|        | Pedrera de la Vall            | Vilaverd | pedrera                                        |                                                          | 41° 21′ 16″ N, 1° 09′ 14″ E / 41.3543078170087°N,1.15383893131281°E |                                            |                                | Modifica les dades a Wikidata |
|        | Pont d'Argüelles              | Vilaverd | pont                                           | Travessa: Francolí                                       | 41° 20′ 01″ N, 1° 10′ 44″ E / 41.3335510287276°N,1.17899459291123°E |                                            |                                | Modifica les dades a Wikidata |
|        | Safaretjos públics            | Vilaverd | safareig                                       | Estil: arquitectura popular                              | 41° 20′ 04″ N, 1° 10′ 40″ E / 41.334533°N,1.177807°E                | bé cultural d'interès local                | Safaretjos públics de Vilaverd | Modifica les dades a Wikidata |
|        | Serra de l'Ermita             | Vilaverd | serra                                          |                                                          | 41° 19′ 51″ N, 1° 09′ 32″ E / 41.33085556°N,1.15887222°E 650 msnm   |                                            |                                | Modifica les dades a Wikidata |
|        | Vilaverd                      | Vilaverd | entitat singular de població capital municipal | 470 hab                                                  | 41° 20′ 05″ N, 1° 10′ 39″ E / 41.33461237°N,1.17747727°E 258 msnm   |                                            |                                | Modifica les dades a Wikidata |
|        | avenc del Xatau               | Vilaverd | abric rocós                                    |                                                          | 41° 19′ 02″ N, 1° 09′ 35″ E / 41.3172280464881°N,1.15961700702215°E |                                            |                                | Modifica les dades a Wikidata |
|        | carrer de la Vila             | Vilaverd | carrer                                         | Estil: arquitectura popular Estat: enderrocat o destruït | 41° 20′ 02″ N, 1° 10′ 37″ E / 41.333826°N,1.176878°E                | bé integrant del patrimoni cultural català | Buildings in carrer de la Vila | Modifica les dades a Wikidata |
|        | casa consistorial de Vilaverd | Vilaverd | casa consistorial                              |                                                          | 41° 20′ 14″ N, 1° 10′ 38″ E / 41.3373366°N,1.1772477°E              |                                            |                                | Modifica les dades a Wikidata |
|        | corral del Bileu              | Vilaverd | cabana                                         |                                                          | 41° 19′ 52″ N, 1° 10′ 30″ E / 41.3310020049984°N,1.17501468853239°E |                                            |                                | Modifica les dades a Wikidata |
|        | font de Balustres             | Vilaverd | font                                           |                                                          | 41° 20′ 02″ N, 1° 09′ 51″ E / 41.3339721232369°N,1.16411690123395°E |                                            |                                | Modifica les dades a Wikidata |